# L'Aventurier magnifique
Cet article concerne l'adaptation du roman au cinéma en 1963. Pour les autres adaptations, voir La cieca di Sorrento.
Pour plus de détails, voir Fiche technique et Distribution.
L'Aventurier magnifique (La cieca di Sorrento) est un film dramatique italo-américain sorti en 1963, réalisé par Nick Nostro. C'est une adaptation du roman La cieca di Sorrento (it) de Francesco Mastriani publié en 1852.

## Synopsis
En guérissant une fille aveugle, il s'agit de réhabiliter un homme accusé injustement du meurtre de la mère de cette fille. Cette adaptation est davantage dans le style des films de cape et d'épée

## Fiche technique
- Titre français : L'Aventurier magnifique ou La Revanche du chevalier noir[2]
- Titre original italien : La cieca di Sorrento
- Réalisation : Nick Nostro
- Scénario : Nick Nostro, Giovanni Simonelli (it)
- Genre : film dramatique, film historique
- Musique : Carlo Savina
- Production : Giuseppe Maggi, Mario Maggi, Luciano Volpato pour Cineproduzioni Associate et Hutching's Bros[2]
- Photographie : Franco Delli Colli
- Montage : Bruno Mattei
- Durée : 102 min
- Pays de production :  Italie,  États-Unis[3]
- Dates de sortie : 
  - Italie : 1963
  - France : 21 avril 1965[2]

## Distribution
- Anthony Steffen : Dr George Weber
- Diana Martin : Isabella de Rionero
- Leontina Mariotti : Gloriana
- Alberto Farnese : Amedeo Aniante
- Alfredo Cenci
- Riccardo Ricci
- Gaetano Scala
- John Warrel
- Afro Poli
- Laura Nucci
- Ray Martino (it)
- Paul Maxwell
- Pierre Vivaldi
- Vittorio Ripamonti (it) : le prêtre

## Lieu de tournage
Le film a été tourné à Manzanares el Real

## Autres adaptations du roman
- La cieca di Sorrento, film de Gustavo Serena sorti en 1916 ;
- La Prisonnière des ténèbres (La cieca di Sorrento), film de Nunzio Malasomma sorti en 1934 ;
- Prisonnière des ténèbres (La cieca di Sorrento), film de Giacomo Gentilomo sorti en 1952.